# 677

## مواليد

### مايو
- 13 مايو - محمد بن علي الباقر الإمام الخامس عند الشيعة ومن المعصومين وأهل البيت في اعتقاد الشيعة.

## وفيات
- 13 يوليو - وفاة عائشة بنت ابي بكر زوجة الرسول محمد بن عبد الله.